# Lethaia
Lethaia est une revue scientifique trimestrielle à comité de lecture sur les sciences de la Terre, couvrant la recherche en paléontologie et en stratigraphie.

## Présentation
Aujourd'hui publiée par la Scandinavian University Press, elle a été initialement publiée par la Commission internationale de stratigraphie. C'est une publication officielle de l'Association paléontologique internationale et de la Commission internationale de stratigraphie. La revue avait un facteur d'impact de 2,488 en 2012, la classant 7e sur 48 revues dans la catégorie « Paléontologie », bien que son IF ait depuis diminué.